# سیارک ۴۱۲۷
سیارک ۴۱۲۷ (به انگلیسی: 4127 Kyogoku، نامگذاری:1988BA2) چهار هزار و صد و بیست و هفتمین سیارک کشف شده‌است که در ۲۵ ژانویه ۱۹۸۸ کشف شد.
قدر مطلق سیارک برابر ۱۲٫۰۰ است.